# Kovács Péter (jogász)
Kovács Péter (Szeged, 1959. február 10.) magyar jogtudós, nemzetközi jogász, egyetemi tanár, a Magyar Tudományos Akadémia doktora. Kutatási területe az emberi jogok nemzetközi védelme, a kisebbségvédelem és a diplomáciai jog. 2005 és 2014 között az Alkotmánybíróság tagja 2014-ig. 2015-től a Nemzetközi Büntetőbíróság bírája.

## Életpályája
1978-ban kezdte meg egyetemi tanulmányait a József Attila Tudományegyetem. Itt szerzett 1983-ban jogi diplomát. Ennek megszerzése után a franciaországi Nancyban található Európai Egyetemi Központban vett részt posztgraduális képzésen, itt közösségi szakjogász képesítést szerzett. 1984-ben Strasbourg-ban, 1987-ben Hágában az Académie de Droit International berkeiben belül tölt el hosszabb időt ösztöndíjasként. Hazatérése után a Nehézipari Műszaki Egyetem nemzetközi jogi tanszékén kezdett el oktatni tanársegédi beosztásban, később adjunktusként és egyetemi docensként is dolgozott. 1990 és 1994 között a párizsi nagykövetség első titkára volt. 1998-ban vette át egyetemi tanári kinevezését. Emellett 1998–1999-ben a Külügyminisztérium emberi és kisebbségi jogi főosztályának vezetője volt. 1997-től a Pázmány Péter Katolikus Egyetem jogtudományi karának oktatója a Nemzetközi Közjogi Tanszéken, előbb docensi majd egyetemi tanári tudományos fokozatban. 1999-ben Miskolcon a nemzetközi jogi tanszék vezetőjévé nevezték ki, feladatai sokasodása miatt így lemondott minisztériumi állásáról. Mindkét tanszéket 2005-ig vezette, ám a Pázmány Péter Katolikus Egyetemen a mai napig a Nemzetközi Közjog tárgyának oktatója, tantárgyjegyzője. 2000 és 2009 között számos franciaországi egyetemen vendégprofesszor (Montepellier, Nantes, Paris II, Paris XI) valamint 2002 őszi szemeszterében a Denver College of Law vendégprofesszora a Fullbright program keretei között.
1987-ben védte meg egyetemi doktori disszertációját, amit 1996-ban PhD-fokozatnak ismertek el. 2011-ben szerezte meg akadémiai doktori fokozatát. 1997-ben habilitált. Több nemzetközi jogi társaság tagja (International Law Association magyar nemzeti bizottság, Société Française pour le Droit International). 2005-ben az Országgyűlés Bragyova Andrással közösen megválasztotta az Alkotmánybíróság tagjává, ekkor lemondott tanszékvezetői tisztségeiről. Alkotmánybírói megbízatása 2014. szeptember 26-án lejárt. 2014 decemberében megválasztották a Nemzetközi Büntetőbíróság bírájává, mandátuma kilenc évre szól.

## Munkássága
Kutatási területe az emberi jogok nemzetközi védelme, a kisebbségvédelem és a diplomáciai jog.
Több könyve jelent meg a kisebbségvédelem kérdéskörével kapcsolatban, de foglalkozik a terrorizmus és a nemzetközi jog, a humanitárius jog és a nemzetközi bíráskodás kérdéseivel is. Az Európa Tanács által elfogadott két kisebbségvédelmi egyezménynek: a Regionális vagy Kisebbségi Nyelvek Európai Chartájának, valamint a Nemzeti Kisebbségek Védelme Európai Keretegyezményének kidolgozásában mint kormányszakértő vett részt. Több nemzetközi jogi egyetemi tankönyv szerzője, társszerzője. 2003-ban Pro Minoritate díjjal tüntették ki.

## Főbb publikációi
- Az európai kisebbségvédelem a 90-es években (1995)
- Nemzetközi jog és kisebbségvédelem (1996)
- Nemzetközi közjog (egyetemi tankönyv, társszerző, 1997, 2006)
- A schengeni kérdés (2000)
- International Law and Minority Protection (2000)
- Terrorism and International Law (szerk., 2002)
- Rather Judgement than Opinion? Or Can We Speak About a Third Type Judicial Procedure before the International Court of Justice? (2004)
- Use of Force within United Nations Coordinates – Before Changes (2007)